# Montesano (Washington)
Montesano je grad u američkoj saveznoj državi Washington. Prema popisu stanovništva iz 2010. u njemu je živjelo 3.976 stanovnika.